# ФК Будућност Параге
ФК Будућност је српски фудбалски клуб из Парага. Основан је 1914. године, а тренутно наступа у ПФЛ Сомбор, петом рангу фудбалског такмичења.